# Almaz Ayanaová
Almaz Ayanaová (* 21. listopadu 1991) je etiopská sportovkyně, atletka, běžkyně na dlouhých tratích, mistryně světa a olympijská vítězka v běhu na 10 000 metrů.

## Sportovní kariéra
Při svém prvním startu na světovém šampionátu v roce 2013 skončila v běhu na 5000 metrů třetí. O dva roky později v Pekingu se na této trati stala mistryní světa. Její tehdejší osobní rekord na této trati 14:14,32 ze stejné sezóny byl v době vzniku třetí nejlepší v historii.
Na olympiádě v Rio de Janeiro v roce 2016 zvítězila v běhu na 10 000 metrů, na poloviční trati doběhla třetí. Na tento úspěch navázala o rok později na světovém šampionátu v Londýně, kde zvítězila na desetikilometrové trati a v závodě na 5 000 metrů získala stříbrnou medaili.

## Osobní rekordy
- 5 000 metrů - 14:12,59 (2016)
- 10 000 metrů -  29:17,45 (2016)